# Трубний ключ

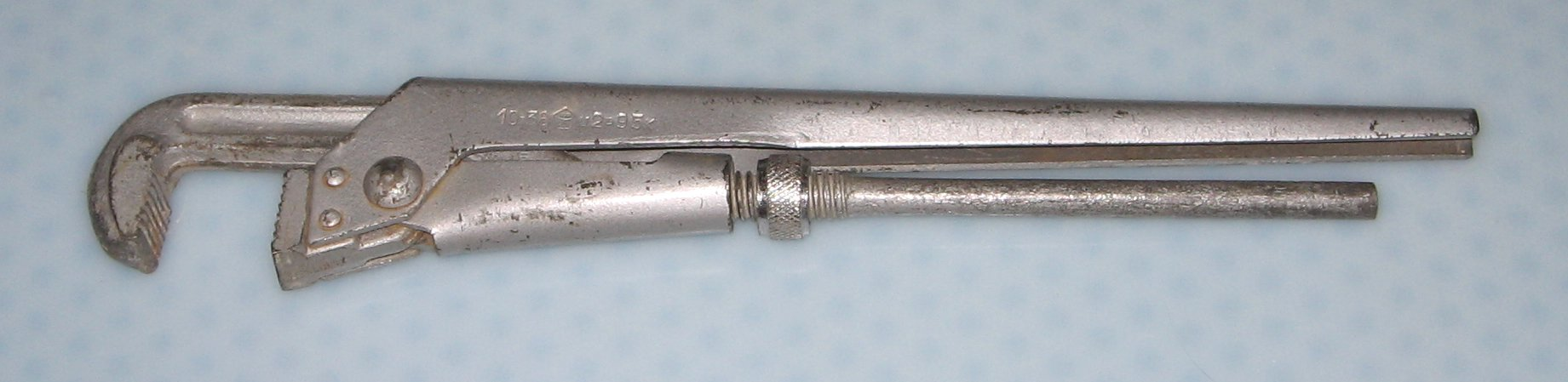
Ключ трубний з двома ручками

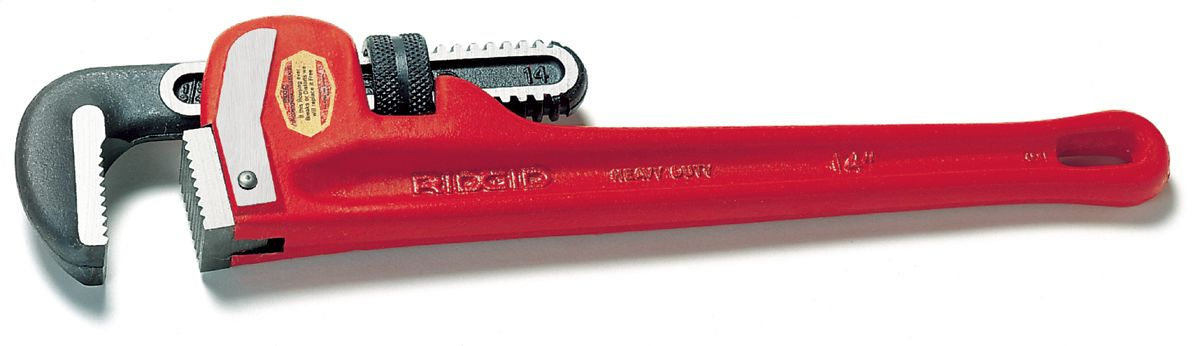
Трубний ключ Стіллсона

Клю́́ч трубний, ключ шта́нговий (від нім. Stange — «стрижень, прут»), ключ газовий (англ. ріре wrench; нім. Steigrohrzange f) — ручний інструмент у вигляді розвідного ключа з рухомим важелем для затискання труб з метою їх згвинчування (розгвинчування), нарізання різі тощо.

## Опис

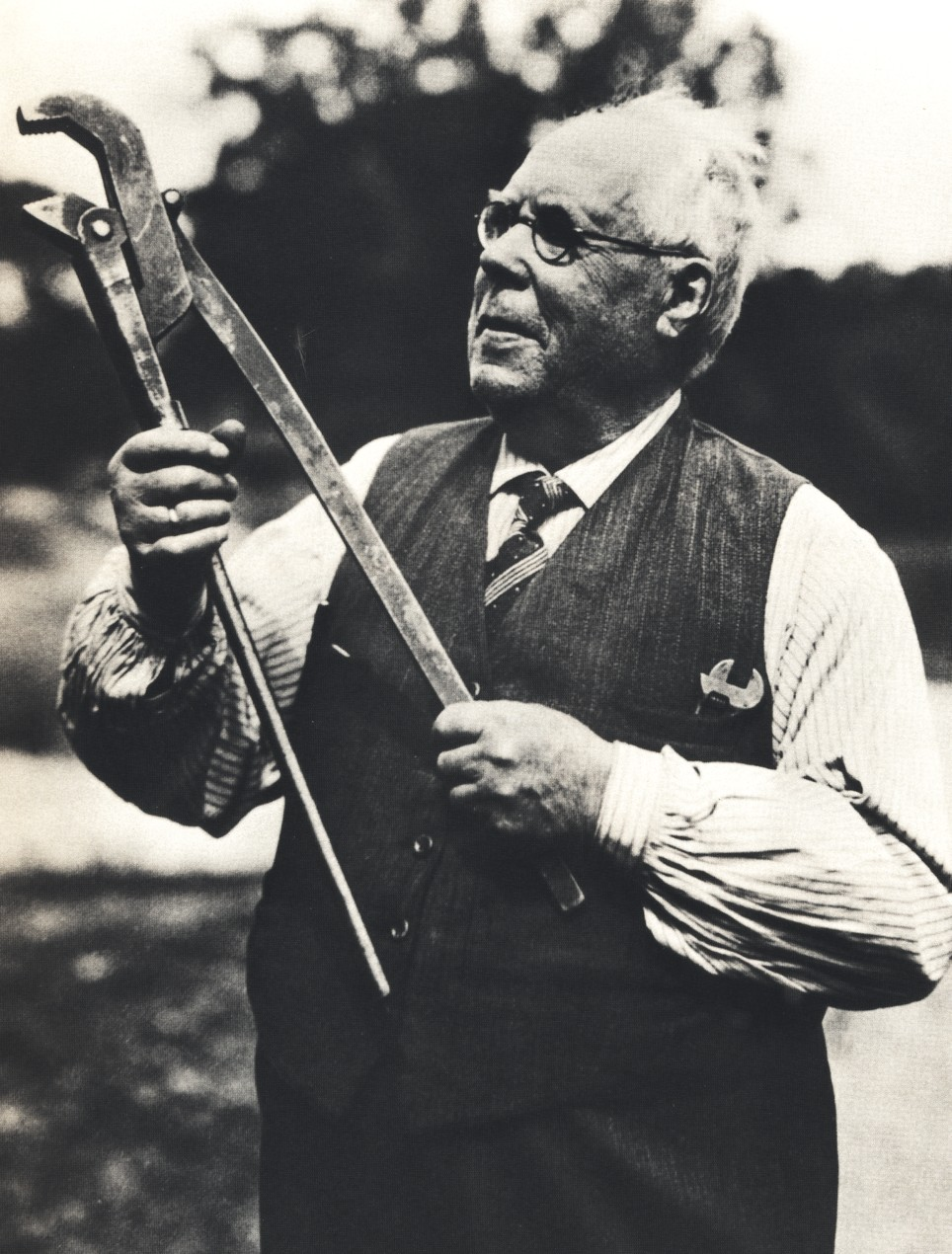
Йохан Петтер Йоханссон зі своїм ключем

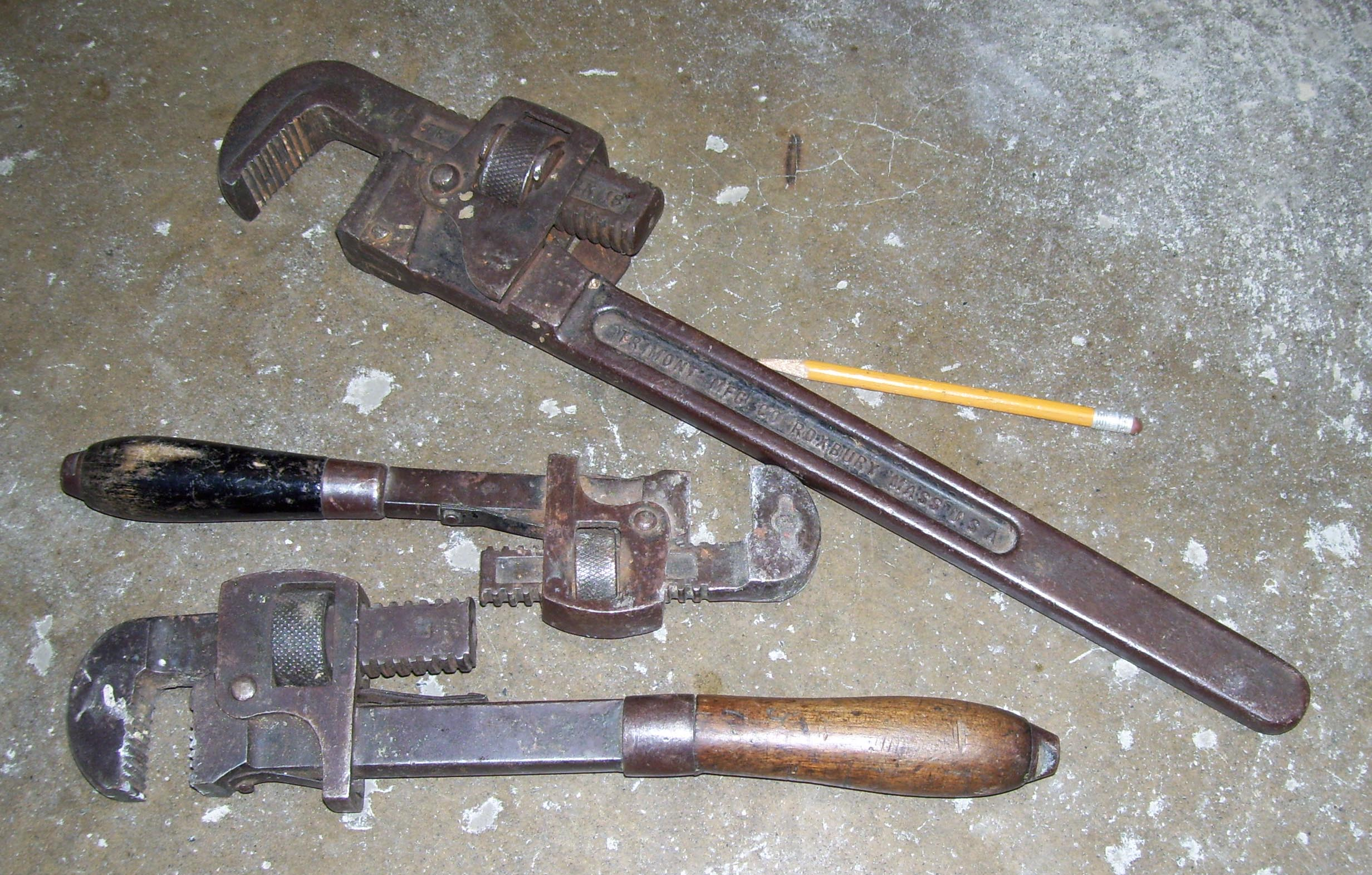
Старі ключі Стіллсона

Утримання стрижня (труби) здійснюється нарізними губками таким чином, що при обертанні стрижня ключем (згвинчуванні) рухомий важіль підводить рухому губку до нерухомої і затискає стрижень. Орієнтація ключа має бути такою, щоб при натисканні на важіль ключа губки стискались, при зворотньому обертанні стрижня ключ необхідно перекинути відповідно до бажаного напрямку обертання.
Поширені дві конструкції трубного ключа: з однією та двома робочими ручками.
Трубний ключ з однією ручкою в США відомий як «ключ Стіллсона» чи «стіллсон»: його винахідником вважається Деніел Стіллсон (Daniel C. Stillson; 1826—1899), механік з компанії «Волворт» (the Walworth Company) у Кембриджі, штат Массачусетс. Патент під номером 95 744 йому виданий 12 жовтня 1869 року. Регулювання ширини зіва здійснюється обертанням кільця на кремальєрі верхньої губки, такий само принцип використовується і в англійському ключі. Сила стискання губок для ключа з однією робочою ручкою визначається виключно силою, з якою здійснюється обертання стрижня.
Трубний ключ з двома ручками з'явився в 1888 році, його винахід приписується шведському винахіднику Йохану Петтеру Йоханссону (Johan Petter Johansson), тому в деяких країнах Європи його називають «шведським ключем». Ключ з двома робочими ручками дозволяє затискати деталь без обертання стрижня — подібно до того, як це здійснюється пасатижами чи переставними кліщами. У Північній Америці він не так популярний, замість нього використовують «ключ Стіллсона».

### Штангові ключі
Для згвинчування і розгвинчування насосних штанг користуються спеціальними штанговими ключами, що випускаються двох типів: шарнірні і глухі.
Штангу захоплюють за квадрат, після чого, обертаючи ключ, відгвинчують або нагвинчують різьбове з'єднання. Штанговий шарнірний ключ складається з щелепи і рукоятки, з'єднаних шарнірно за допомогою пальця.
Рух рукоятки обмежується упором голівки в щелепу. При розгвинчуванні штанг шарнірним ключем потрібно значно менше зусилля, чим при звичайному ключі. Основна особливість шарнірного ключа полягає в тому, що для створення значного зусилля при розгвинчуванні штанг досить невеликого удару рукояткою об його щелепу.
Штангові ключі виготовляють для штанг усіх розмірів 16, 19, 22 і 25 мм однаковими; вони розрізняються тільки діаметрами зіва в щелепі.